# Podegrodzie (województwo pomorskie)
Podegrodzie (też Miejski Folwark, niem. Stadtvorwerk Garnsee Stadtvorwerk) – nieoficjalna nazwa nieokreślonej miejscowości w Polsce położona w województwie pomorskim, w powiecie kwidzyńskim, w gminie Gardeja.
W 1905 folwark zamieszkiwany przez 4 osoby należący do Gardeji.
Położenie miejscowości określona na podstawie skanów map. Polską nazwę nadano zarządzeniem Prezesa Rady Ministrów z dnia 3 listopada 1950 r.